# Georges-Albert Aymé
Georges-Albert Aymé, francoski general, * 1889, † 1950.